# Руперт (Західна Вірджинія)
Руперт (англ. Rupert) — місто (англ. town) в США, в окрузі Ґрінбраєр штату Західна Вірджинія. Населення — 877 осіб (2020).

## Географія
Руперт розташований за координатами 37°57′53″ пн. ш. 80°41′12″ зх. д. / 37.96472° пн. ш. 80.68667° зх. д. (37.964805, -80.686786).  За даними Бюро перепису населення США в 2010 році місто мало площу 2,03 км², з яких 1,99 км² — суходіл та 0,04 км² — водойми.

## Демографія
Згідно з переписом 2010 року, у місті мешкали 942 особи в 431 домогосподарстві у складі 243 родин. Густота населення становила 465 осіб/км².  Було 509 помешкань (251/км²).
Расовий склад населення:
| - 98,8 % — білих - 0,4 % — чорних або афроамериканців - 0,1 % — корінних американців |

До двох чи більше рас належало 0,5 %. Частка іспаномовних становила 1,1 % від усіх жителів.
За віковим діапазоном населення розподілялося таким чином: 21,4 % — особи молодші 18 років, 57,8 % — особи у віці 18—64 років, 20,8 % — особи у віці 65 років та старші. Медіана віку мешканця становила 44,8 року. На 100 осіб жіночої статі у місті припадало 95,8 чоловіків;  на 100 жінок у віці від 18 років та старших — 89,7 чоловіків також старших 18 років.
Середній дохід на одне домашнє господарство  становив 39 987 доларів США (медіана — 30 125), а середній дохід на одну сім'ю — 41 633 долари (медіана — 31 630). За межею бідності перебувало 37,8 % осіб, у тому числі 54,9 % дітей у віці до 18 років та 25,0 % осіб у віці 65 років та старших.
Цивільне працевлаштоване населення становило 294 особи. Основні галузі зайнятості: освіта, охорона здоров'я та соціальна допомога — 21,1 %, роздрібна торгівля — 14,3 %, мистецтво, розваги та відпочинок — 12,2 %.